# Taliano Furlano
Taliano Furlano, noto anche come Vitaliano Furlano e Italiano Armuzzi (San Vito al Tagliamento, 1380 circa – Arcevia, 1446), è stato un militare italiano, capitano di ventura al servizio delle signorie dell'Italia centrale e settentrionale.

## Biografia
Non risultano molte fonti che documentino la sua vita prima del 1418. Secondo Paolo Bonoli sarebbe stato originiario di Forlì, figlio di Muzio Armuzzi, mentre secondo Girolamo Cesarini sarebbe stato originario di San Vito al Tagliamento; quest'ultima tesi è avvalorata da un diploma di concessione di alcuni feudi da parte del duca di Milano Filippo Maria Visconti nel 1438.
Nel 1408 fece parte della compagnia istituita dagli Estensi per combattere contro il signore di Parma Ottobuono Terzi; sempre nello stesso fu fatto prigioniero a Scandiano. La storiografia è molto più dettagliata dal 1418 in poi, dove risulta la sua partecipazione a campagne militari in Umbria contro Braccio da Montone, per difendere le ragioni di Giovanna II di Napoli.
Dal 1423 al 1435 militò con Francesco Sforza, specialmente del Piceno, contro Niccolò Fortebraccio ed ebbe il temporaneo governo di Camerino.
Lasciato Francesco Sforza, passò a combattere nel campo avverso al fianco di Filippo Maria Visconti, ottenendo in feudo tre castelli nel Tortonese. Sospettato di infedeltà dal Visconti, venne fatto decapitare nel 1446.